# Inaccessible Dværgrikse
Inaccessible dværgrikse (Laterallus rogersi) er en lille fugl i vandhønsfamilien (Rallidae). Inaccessible dværgrikse lever på Inaccessible Island og er den mindste nulevende flyveløse fugl.